# Capela do Senhor e Senhora da Ajuda
A Capela do Senhor e Senhora da Ajuda é uma capela localizada na freguesia de Lordelo do Ouro na Rua da Sr.ª da Ajuda, na cidade do Porto, em Portugal.
Capela seiscentista de planta longitudinal, formada por nave, capela-mor, torre e sacristia. A fachada é antecedida por um alpendre sustentado por quatro colunas nascendo em muro de cantaria, corrido interiormente por banco. Junto do alçado posterior encontra-se o Cruzeiro do Senhor da Ajuda, em granito, com cruz latina simples e representação escultórica de Cristo.
Trata-se de um imóvel classificado.

## História

### Cronologia
- Em 1706, Frei Agostinho de Santa Maria no "Santuário Mariano", Tomo V, refere a ermidinha da Ajuda, assim como o Tomo I da "Coreografia Portuguesa" do Padre Carvalho da Costa.
- Em 1900, criação da Confraria do Senhor e Senhora da Ajuda.
- Em 1919/20, alteração da traça original, tendo sido demolida a sacristia e construída a torre, consistório e nova sacristia.[1]

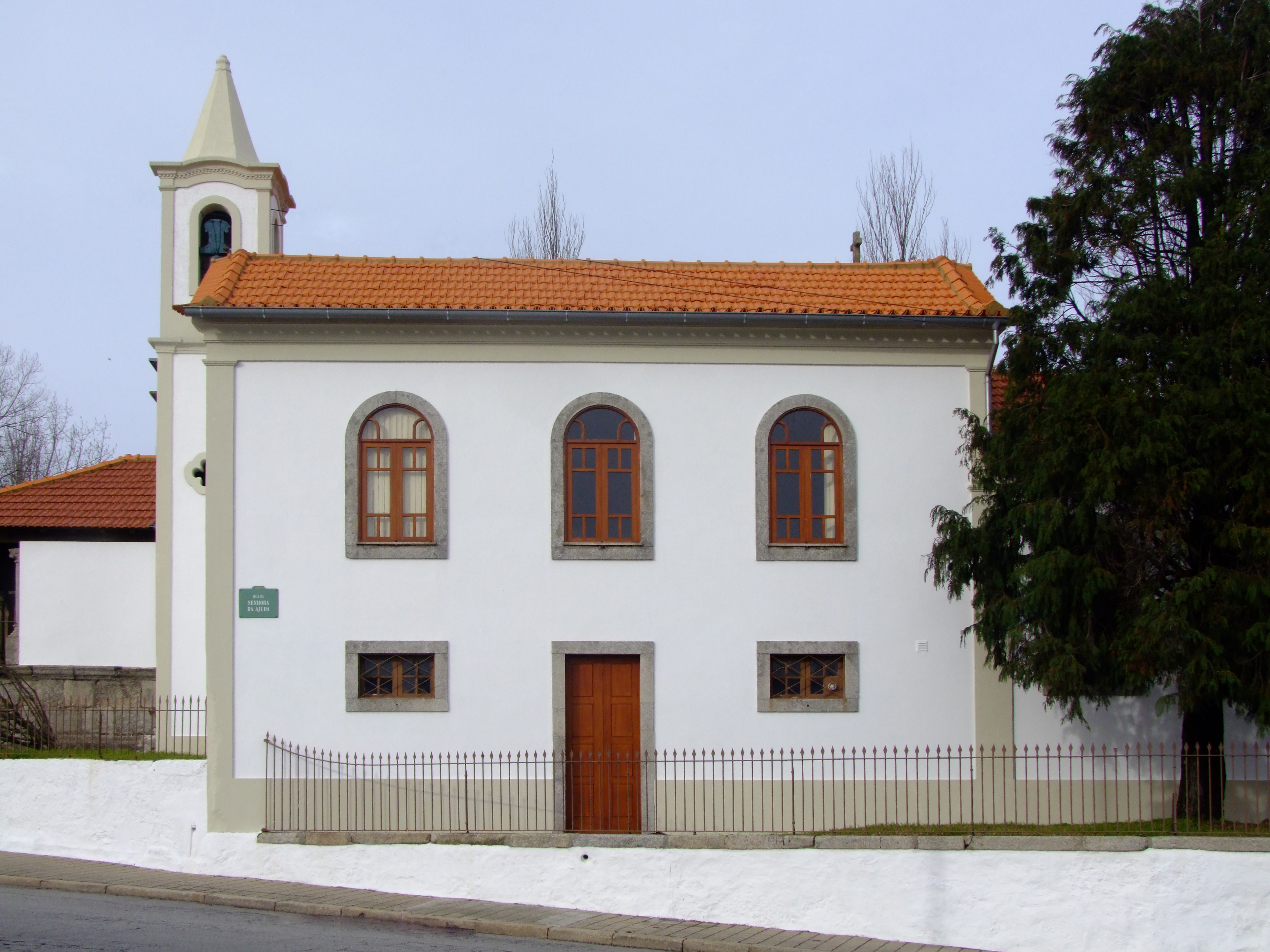
Sacristia e salão.
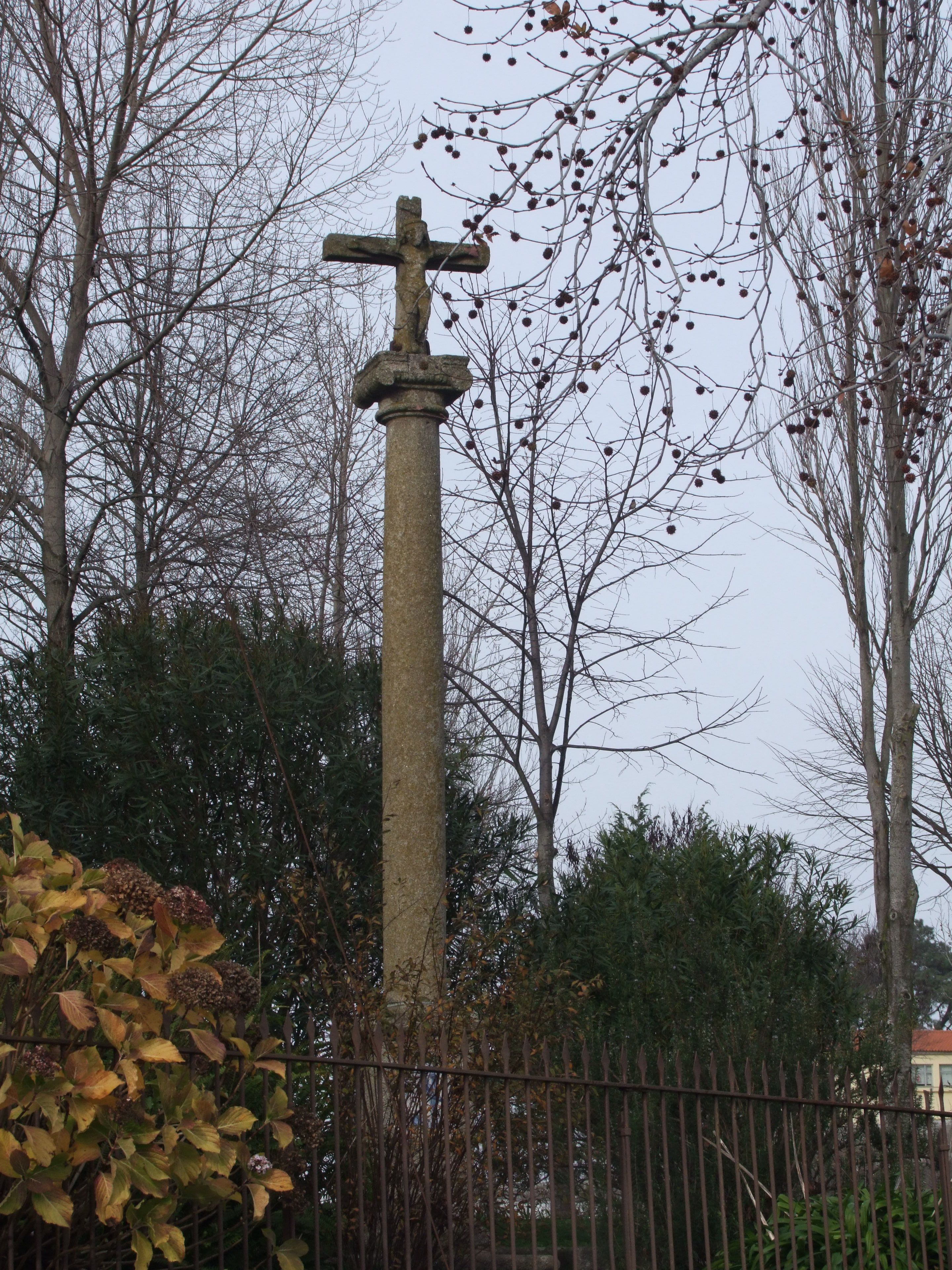
Cruzeiro do Senhor da Ajuda.
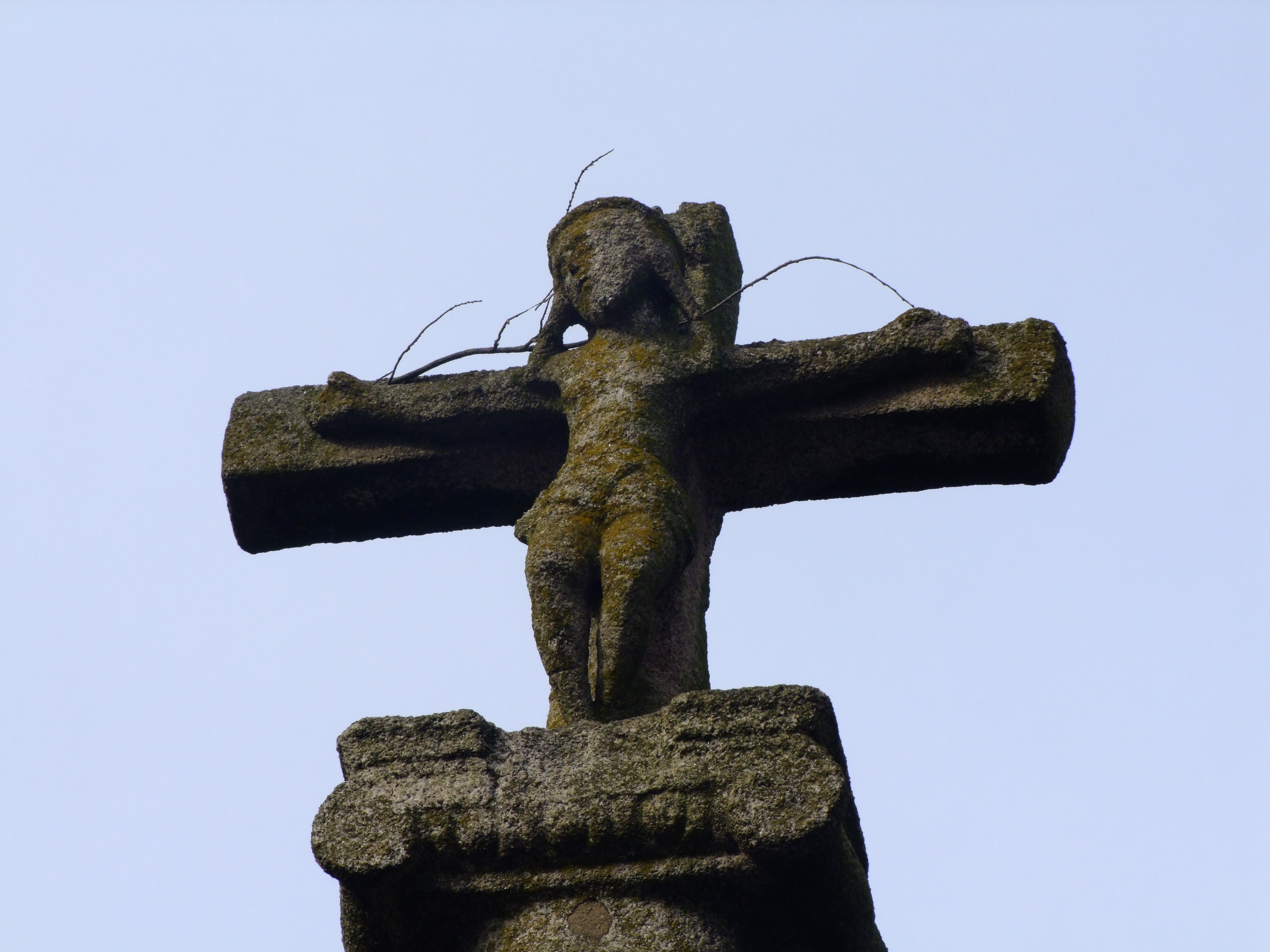
Cruzeiro do Senhor da Ajuda: detalhe da escultura do cruzeiro.
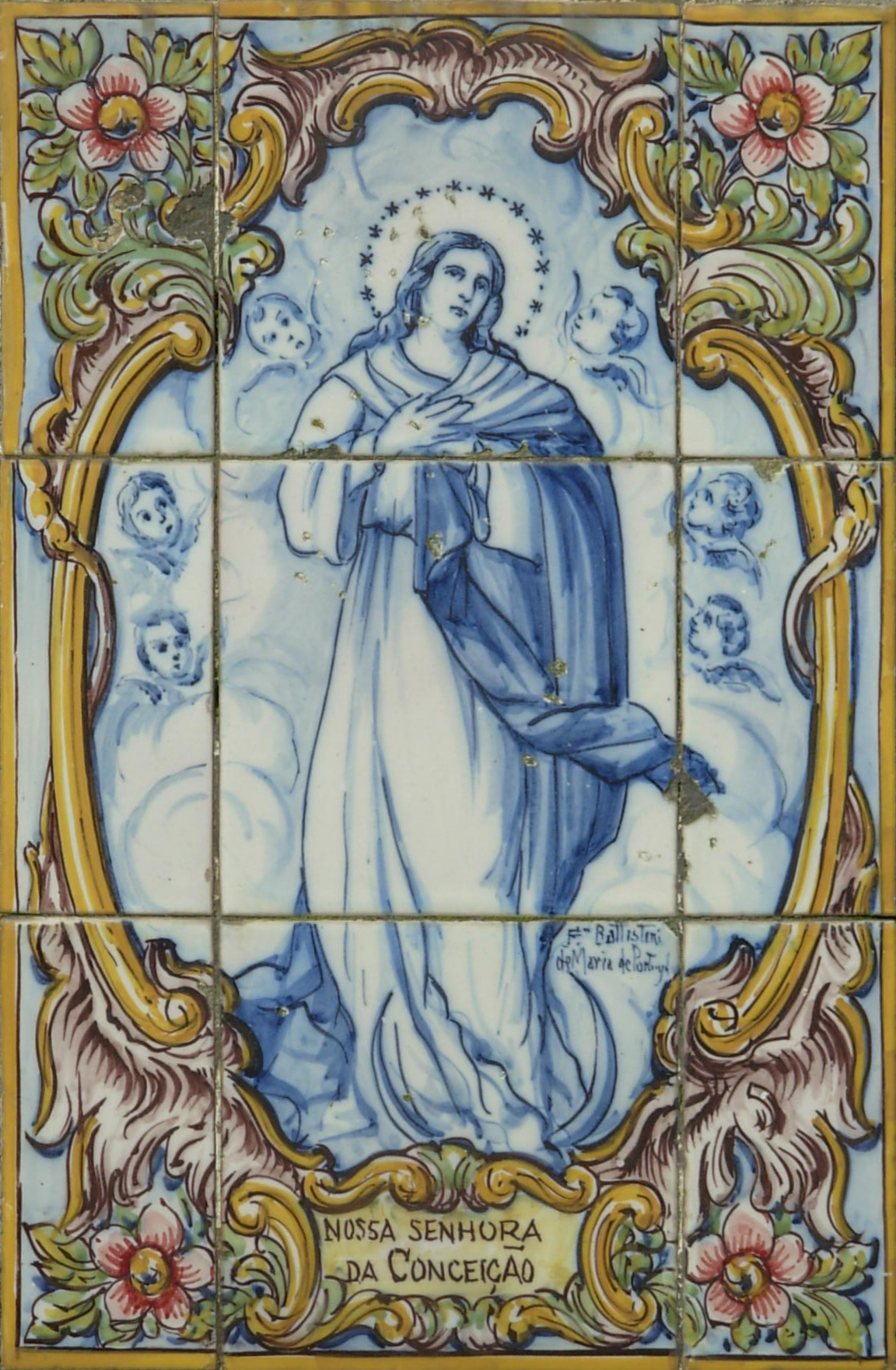
Cruzeiro do Senhor da Ajuda: detalhe do azulejo.